# Karl Buresch
Karl Buresch, né le 12 octobre 1878 à Groß-Enzersdorf (Basse-Autriche) et mort le 16 septembre 1936 à Vienne, est un avocat et homme d'État autrichien. Il est Chancelier fédéral pendant la Première République autrichienne.

## Éducation
Buresch termine l'école primaire à Groß-Enzersdorf et le secondaire à Döbling. Après avoir reçu un diplôme en droit de l'Université de Vienne en 1901, Buresch travaille pour un cabinet d'avocats dans sa ville natale.

## Carrière politique
En 1912, il devient membre du Conseil de Groß-Enzersdorf en 1916 et maire de la ville (un poste qu'il occupe jusqu'en 1919). En 1919, il est membre de l'Assemblée constitutionnelle nationale (en allemand der Mitglied Konstituierenden Nationalversammlung). Durant les années 1920 et début des années 1930, il est délégué au Conseil national autrichien (1920 - 1934), Landeshauptmann (gouverneur) de la Basse-Autriche (1922 - 1931 et 1932 - 1933), et président du groupe chrétien-social.
Après l'effondrement de la plus grande banque autrichienne Credit Anstalt en juin 1931 et les difficultés créées par l'instabilité de la monnaie nationale, l'Autriche se trouve dans la tourmente politique. Buresch réussit finalement à former un cabinet, après de vaines tentatives des ex-chanceliers Otto Ender et Ignaz Seipel.
Durant son mandat, qui dure du 20 juin 1931 au 20 mai 1932, un certain nombre de mesures d'austérité sont introduites. Son gouvernement est remplacé par un cabinet formé par Engelbert Dollfuss.
Jusqu'à sa mort en 1936 Buresch est ministre fédéral des finances, ministre sans portefeuille (1935 - 1936) et gouverneur de l'Österreichische Postsparkasse.